# 新庄子 (新竹縣竹北市)
新庄子，原寫為新庄兒，是台灣新竹縣竹北市的一個傳統地域名稱，位於該市西南部。相較於今日行政區，其範圍大致包括新庄里、白地里南半部。

## 歷史
台灣清治末期至日治前期，新庄子地區為一街庄，稱為「新庄子庄」，隸屬於竹北一堡。該庄西北與舊港庄為鄰，北及東北與白地粉庄、溪州庄為鄰，南邊及西南邊隔頭前溪主流及沙洲地與湳雅庄、苦苓腳庄、槺榔庄為界。
1901年（日治明治三十四年）11月，全台廢縣廳改設二十廳，該庄隸屬於新竹廳。1909年（明治四十二年）10月，合併二十廳為十二廳，該庄隸屬不變。1920年（大正九年），廢十二廳改設五州二廳，該庄改制並雅化為「新庄子」大字，隸屬於新竹州新竹郡舊港庄。1941年（昭和十六年），舊港庄與六家庄合併成立竹北庄，本地區改隸之。
戰後竹北庄改制為竹北鄉，隸屬於新竹縣，大字亦改制為村。1950年桃、竹、苗分治，本地區隸屬不變。1988年，竹北鄉升格為竹北市，村亦改制為里。

## 聚落
本地區發展較早的聚落有頂溪州、下溪州等。

## 交通
縣道118號（中正西路）是舊港至羅浮的道路，也是鳳山溪流域的主要連絡道路，大致以橫向蜿蜒經過新庄子地區，向西轉南可前往舊港並止於縣道122號路口，向東可前往竹北市區、新埔、關西、馬武督、羅浮並止於省道台7線路口。
鄉道竹54線是舊港至新社的道路，其西側端點位於本地區西北部縣道118號路口。由此向經新港轉向東可前往白地粉、麻園、溝貝、新社並止於縣道118號路口。
鄉道竹54-1線（新寮街）是麻園至下溪洲的道路，其南側端點位於本地區東南部縣市邊界處，續向東南行可止於新竹市溪州路。由本鄉道南側端點向西北轉西南再轉北可前往下溪洲、麻園並止於鄉道竹54線路口。
鄉道竹73線（長青路一段）是羊寮港至下新庄的道路，其南側端點位於本地區中部偏西北下新庄的縣道118號路口。由此向北北東可前往白地粉、鳳岡、山腳、羊寮港並止於省道台15線／台61線路口。